# Пальмовая белоглазка
Пальмовая белоглазка (лат. Zosterops kulambangrae) — вид воробьиных птиц из семейства белоглазковых (Zosteropidae).

## Таксономия
Также известна под именем Zosterops rendovae, что создает путаницу, так как данное латинское название закреплено за другим видом птиц.

## Распространение
Эндемик островов Нью-Джорджия из Соломоновых островов. Живёт на островах Коломбангара, Вонавона, Кохингга, Нью-Джорджия, Вангуну и Нггатокае. Регулярно посещает маленькие островки.

## Описание
Длина тела 11,5—12 см. Верхняя сторона тела преимущественно окрашена в зелёный, а нижняя в оливково-желтый цвет. Вокруг глаза узкое белое кольцо. Клюв чёрный, ноги желтоватые.

## Охранный статус
МСОП присвоил таксону охранный статус «Виды, вызывающие наименьшие опасения» (LC).